# Academia Europeia de Ciência e Arte
A Academia  Europeia de Ciências e Artes foi fundada em 1985 em Salzburg, Áustria, por Felix Unger (cirurgião cardíaco), Franz Cardinal König (arcebispo de Viena) e Nikolaus Lobkowicz (filósofo e cientista político), a Academia tem membros em sete áreas: artes, humanidades, medicina, ciências naturais, ciências sociais, direito, economia, ciências técnicas e ambientais e religiões. Destes membros, oriundos de 74 países, 29 são ganhadores do Prêmios Nobel (oito em física, oito em química, sete em medicina, três em economia e três Prêmio Nobel da Paz). Em 1988, o Cardeal König introduziu Felix Unger ao filósofo político e então presidente da Universidade Católica de Eichstätt, Nikolaus Lobkowicz. A liga destas três personalidades finalmente provou ser o material ideal para a construção de uma academia. Este objetivo foi alcançado em 07 de março de 1990: a Academia Europeia das Ciências e das Artes foi criada em Salzburgo.